# The Savior
The Savior (arabisch المخلص, DMG al-Muḫallis) ist ein Filmdrama aus dem Jahr 2014 über das Leben, Leiden und Auferstehung Jesu Christi. Das von Philip Dorr geschriebene Spielfilm-Drehbuch wurde von Robert Savo produziert und inszeniert und in einer palästinensisch-jordanisch-bulgarischen Koproduktion gedreht.

## Produktion
Dieser Film wurde komplett an historischen Orten in Israel und Palästina gedreht. Das Leben Jesu – von der übernatürlichen Empfängnis bis zum qualvollen Kreuzigung, der Auferstehung und der Himmelfahrt – wurde schon oft erzählt und verfilmt. Doch diese Verfilmung seiner Geschichte ist etwas Besonderes, weil sie produziert und gespielt wurde von den Menschen, die dort leben, wo auch Jesus zu Hause war. So bietet dieser Film einen neuen und realistischeren Blick auf das Leben des Messias an.